# 側條原黑麗魚
側條原黑麗魚，為輻鰭魚綱鱸形目隆頭魚亞目慈鯛科的其中一種，分布於非洲馬拉威湖Monkey灣及Nkhata灣流域，棲息深度0-10公尺，體長可達14.1公分，棲息在沙石混合、植被生長的水域，生活習性不明，以小型無脊椎動物為食，可做為觀賞魚。

## 擴展閱讀
維基物種上的相關：側條原黑麗魚